# Je voulais juste rentrer chez moi
Pour plus de détails, voir Fiche technique et Distribution.
Je voulais juste rentrer chez moi est un téléfilm dramatique policier français coproduit et réalisé par Yves Rénier, diffusé en 2017. Il s'agit de l'adaptation de l'autobiographie de Patrick Dils, victime d'une erreur judiciaire.

## Synopsis
Le 28 septembre 1986, à Montigny-lès-Metz, deux enfants, Benoît Verstraete et Olivier Grainville, sont retrouvés morts. La police fait passer un interrogatoire à Patrick Dils, seize ans, qui habitait non loin du lieu des faits. L'inspecteur chargé de l'enquête a besoin de résultats et pousse le jeune homme à avouer pour qu'il puisse rentrer chez lui. Il finit par avouer et raconter les faits selon les éléments qui se trouvaient autour de lui, dans le commissariat. Patrick Dils est incarcéré. Ses parents croient en son innocence.

## Fiche technique
Sauf indication contraire ou complémentaire, les informations mentionnées dans cette section proviennent du générique de fin de l'œuvre audiovisuelle présentée ici.
- Titre original : Je voulais juste rentrer chez moi
- Réalisation : Yves Rénier
- Scénario : Jean-Luc Estèbe, d'après le livre homonyme de Patrick Dils (éditions Michel Lafon)
- Musique : Nicolas Bikialo
- Décors : Philippe Hézard
- Photographie : Kika Ungaro
- Montage : Stéphanie Gaurier
- Production : Clémentine Dabadie et Yves Rénier
- Sociétés de production : Chabraque Productions et Gram Prod ; France Télévisions, Be-Films et RTBF (coproductions)
- Pays d'origine :  France
- Langue originale : français
- Genre : drame policier
- Durée : 91 minutes
- Dates de diffusion :
  - Belgique : 4 mai 2017 sur La Une
  - Suisse romande : 26 mai 2017 sur RTS Un
  - France : 24 janvier 2018 sur France 2

## Distribution
- Mathilde Seigner : Jacqueline Dils
- Thomas Mustin : Patrick Dils
- Jean-Claude Leguay : Jean Dils
- Yves Rénier : Marco Essartier
- Steve Driesen : Inspecteur André Marquand
- Jean-Michel Lahmi : Maître Laurent Vannier
- Xavier Martel : Inspecteur Franck Chardonne
- Philippe Résimont : Maître Éric Grumbach
- Christelle Cornil : Juge Agnès Fauvel
- Émilie Gavois-Kahn : Patricia Verstraete
- Camille Claris : Roxanne Essartier
- Jacques Lacaze : Francis Heaulme
- Guillaume Faure : Capitaine Ange Alberti
- Benjamin Georjon et Mahamadou Coulibaly : Braqueurs taulards
- Nathalie Mann : Présidente tribunal Lyon
- Jean-Christophe Lebert : Président tribunal Reims
- Sylvain Charbonneau : Agent immobilier
- Alain Figlarz et Gilles Bellomi : Détenus violeurs
- Cédric Weber : Didier Verstraete

## Production

### Genèse et inspiration
Le téléfilm repose sur l'ouvrage autobiographique Je voulais juste rentrer chez moi de Patrick Dils. En 1986, alors qu'il n'a que seize ans, Patrick Dils est accusé de l'assassinat de deux enfants de huit ans à Montigny-lès-Metz. Lors de son interrogatoire, il finit par avouer sous la pression. Il clame ensuite son innocence, qui finira par être reconnue. Patrick Dils a été libéré en 2002 et sera indemnisé à hauteur de plus d'un million d'euros. Patrick Dils a donné son aval et s'est même rendu sur le tournage.
À noter que les noms des policiers et des enfants ont été changés. Le téléfilm montre les plaques funéraires de Benoît Verstraete et Olivier Grainville qui se nommaient dans la réalité Cyril Beining et Alexandre Beckrich. Autre liberté prise par le scénariste, au sujet de Marco, le braqueur qui prend Patrick Dils sous son aile. Après que ses deux complices soient transférés dans une autre prison en vue d'une remise de peine, Marco, seul, est tué d'un coup de couteau par l'un des détenus qui viole régulièrement Dils. Dans la réalité, le braqueur n'a pas été tué.

### Tournage
Le tournage a lieu  en région parisienne, dès le 21 novembre 2016, dont à l'Institut de paléontologie humaine pour en faire un tribunal de Metz, en décembre 2016.
Quelques prises de vues ont été faites à Metz pour la façade du tribunal et à Montigny-lès-Metz pour le tunnel sous la voie ferrée.

## Accueil

### Diffusion
Le téléfilm est avant tout diffusé en Belgique, le 4 mai 2017 sur La Une et en Suisse romande, le 26 mai 2017 sur RTS Un. En France, il est diffusé le 24 janvier 2018 sur France 2, accompagné d'un débat Accusé à tort, faut-il avoir peur de la justice, modéré par Julian Bugier.

### Audience
En France, la première diffusion du téléfilm, en janvier 2018, réunit près de 3,9 millions de téléspectateurs (16,3 % du public).

### Critique
Camille Langlade du Monde assure que « la mise en scène d’Yves Rénier offre quelques bons moments, sans parvenir à renouveler le genre. Néanmoins, le réalisateur met au jour les zones d’ombre d’un système judiciaire et policier qui, à l’époque, ne voulait pas d’une autre affaire Grégory »

### Documentation
- « Je voulais juste rentrer chez moi », sur France Télévisions, janvier 2018
- Camille Langlade, « Je voulais juste rentrer chez moi », Le Monde,‎ 24 janvier 2018 (lire en ligne)
- Cécile Jaurès, « Je voulais juste rentrer chez moi, Patrick Dils, le coupable idéal », La Croix,‎ 24 janvier 2018 (lire en ligne)